# Kate Russell (Journalistin)

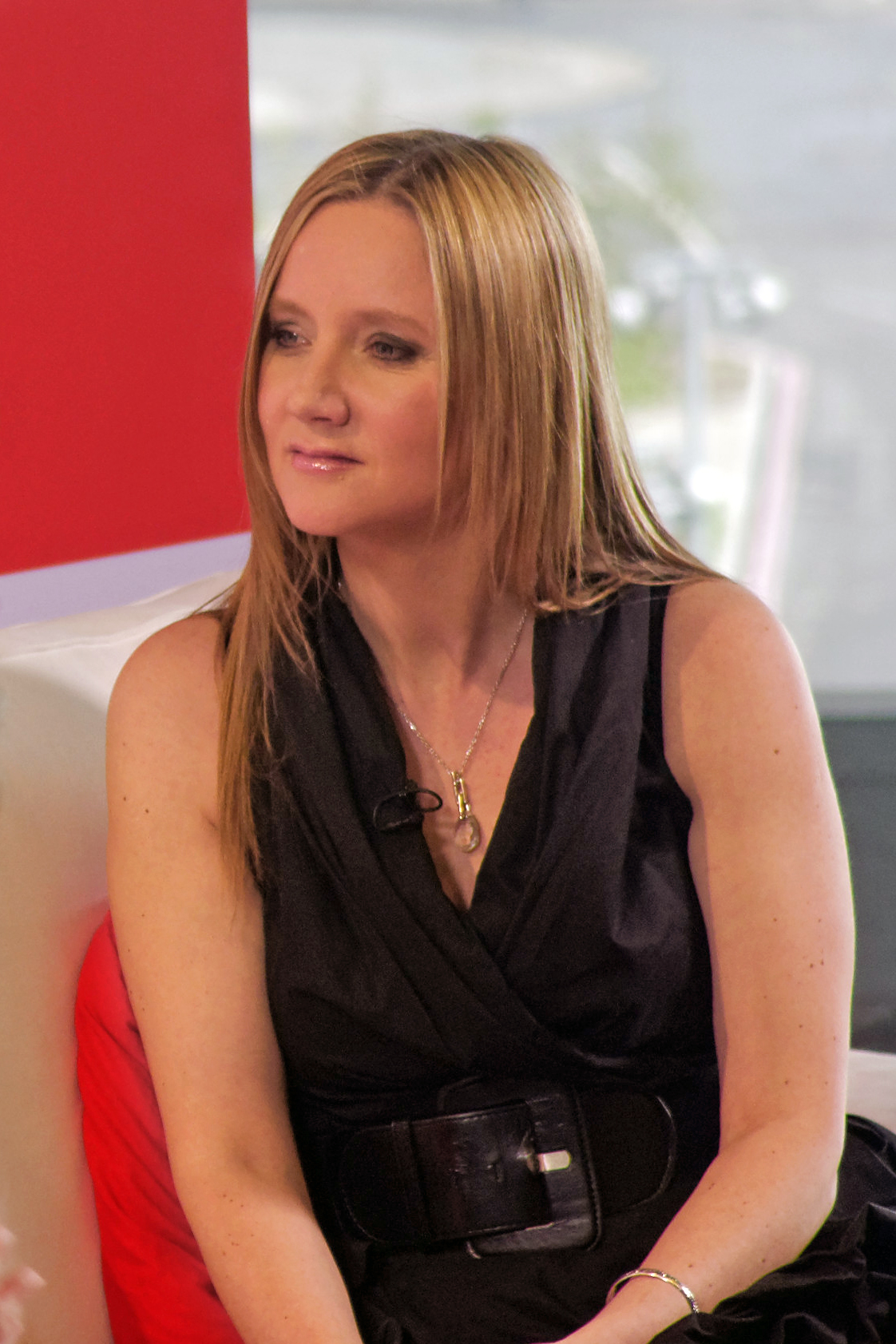
Kate Russell (2013)

Kate Russell (* 22. Mai 1968 in London Colney) ist eine britische Journalistin und Fernsehmoderatorin. Ihre Fachgebiete sind Technik, Computer und Internet.

## Leben
Ihr Vater arbeitete im Bereich des konstruktiven Ingenieurbaus, wodurch sie als Kind in der ganzen Welt unterwegs war. Sie wohnte zeitweise in Kenia und Mittelamerika. Nach dem Schulabschluss war sie 1991 bis 1995 Managerin bei einem CD-ROM-Hersteller.
Zu moderieren begann sie mit drei Folgen von Fish & Chips auf Nickelodeon, einer Sendung über Computerspiele. Spiele waren auch häufig Gegenstand ihrer Beiträge in Computerzeitschriften wie Computer Life, PC Review und Computer. Im November 1996 kam sie als Produzentin und Autorin zum Sender The Computer Channel, der später in .tv umbenannt wurde. Sie moderierte dort ab 1997 die Sendung Chips with Everything, bis zu deren Ende 2001.
Russell ist passionierte Taucherin und schrieb für die Zeitschrift Scuba World. Für Channel 4 und Sky Sports berichtete sie von Snowboard- und Motorradwettbewerben und war Reporterin für die Reihe Sporting Scandals des Senders London Weekend Television. Zurzeit moderiert sie das Webscape-Segment von BBC Click. Sie übernahm die Webscape-Moderation 2002 von Sevan Bastajian.